# Tiofosgene
Il tiofosgene è un composto di formula chimica CSCl2 con geometria molecolare di tipo trigonale planare. 
A temperatura ambiente si presenta come un liquido oleoso di colore rossastro e dall'odore sgradevole e altamente volatile. Fu sintetizzato per la prima volta nel 1870 e usato nella prima guerra mondiale come lacrimogeno con il nome di “Lacrimite”.

## Preparazione di CSCl2
Il tiofosgene viene preparato a partire dal solfuro di carbonio, il quale viene clorurato per dare perclorometilmercaptano e dicloruro di dizolfo.
In questa reazione bisogna controllare il tasso di cloro usato, in quanto un eccesso di cloro trasformerebbe questo mercaptano in tetracloruro di carbonio, CCl4.
{\displaystyle {\ce {CS2 + 3 Cl2 -> CCl3SCl + S2Cl2}}}
La miscela prodotta viene distillata in modo da mantenere solo il perclorometilmercaptano, che viene ora ridotto tramite un metallo (tipicamente stagno o zinco) a tiofosgene.

## Usi e sicurezza
Il tiofosgene viene usato per preparare composti dotati di struttura CSX2 dove X indica un gruppo -OH o NHR oppure nella sintesi di Corey-Winter per la conversione stereospecifica di 1,2-dioli a olefine
.
Sebbene venga usato in queste reazioni, il tiofosgene è una sostanza altamente tossica, che si idrolizza lentamente in acqua creando diossido di carbonio, acido cloridrico e acido solfidrico. Per questo motivo non può essere posto in ambiente acquoso mentre viene usato sempre in ambiente etereo.
Allo stato liquido ustiona la pelle e se ingerito causa serie ustioni al tratto gastroesofageo mentre se viene inalato causa, come il fosgene, gravi irritazioni ed edemi polmonari.